# Duong Van Nhut
Duong Van Nhut (Mỹ Tho,  oko 1920 - Ho Chi Minh City, Vijetnam, 2000)
Bio je general bojnik u Vijetnamskoj Narodnoj Vojsci i brat Duong Van Minha, posljednjeg predsjednika Južnog Vijetnama.